# Ducado de la Bética
La provincia de la Bética o ducado de la Bética fue una de provincias en las que se dividía el reino visigodo de Toledo. Al frente de la misma se encontraba un dux.
Entre los duces que gobernaron la Bética, destacan Hermenegildo o Rodrigo, considerado el último rey visigodo.